# Comté de Cuyahoga
Le comté de Cuyahoga (en anglais : Cuyahoga County) est le plus peuplé des quatre-vingt-huit comtés de l'État de l'Ohio, aux États-Unis. Le siège du comté est la ville de Cleveland.
Au recensement de 2010, la population était de 1 280 122 habitants. Le comté fait partie du Grand Cleveland, avec treize autres comtés, constituant une importante métropole du nord-est de l'Ohio.
Le nom vient d'un mot amérindien (possiblement algonquin) Cuyahoga, qui signifie « rivière en crochet ». Le nom a aussi été donné à la Cuyahoga River, rivière qui coupe le comté en deux. L'ancien président des États-Unis James A. Garfield est né dans le comté, à Orange Township.

## Municipalités

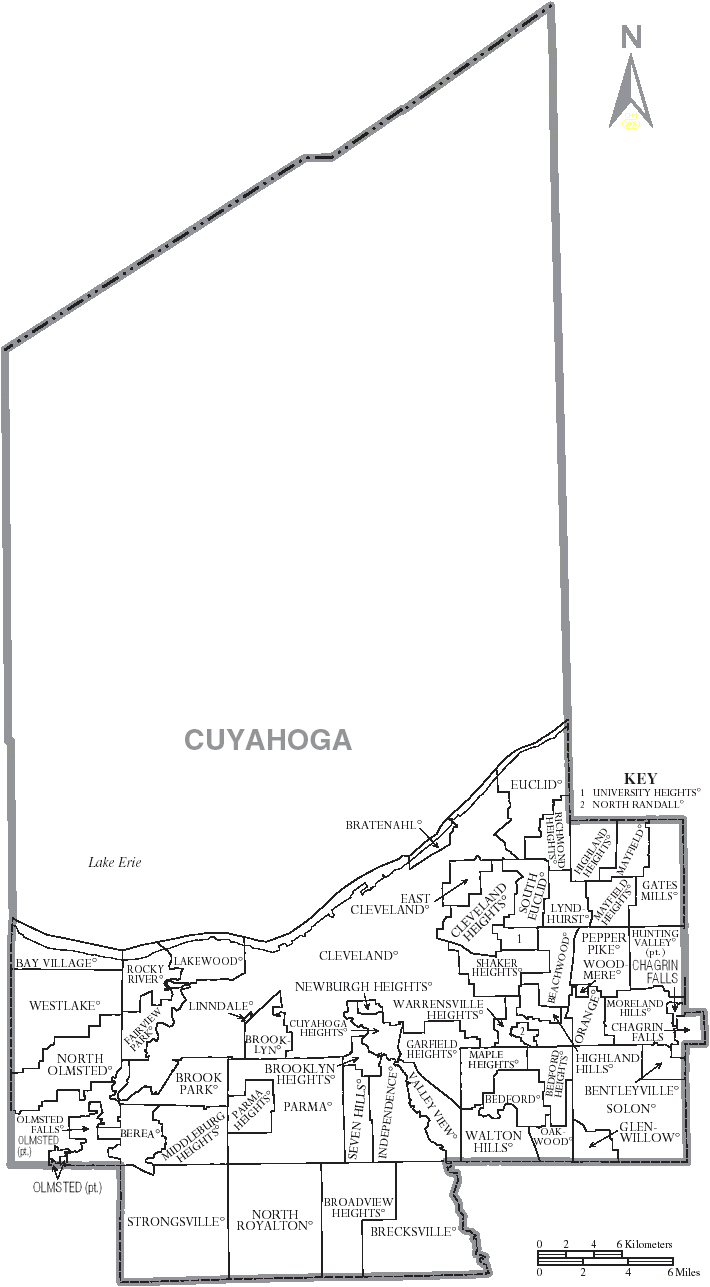
Carte du comté de Cuyahoga, Ohio avec les municipalités et les township.

### Villes
| - Bay Village - Beachwood - Bedford - Bedford Heights - Berea - Brecksville - Broadview Heights - Brook Park - Brooklyn - Cleveland - Cleveland Heights - East Cleveland - Euclid | - Fairview Park - Garfield Heights - Highland Heights - Independence - Lakewood - Lyndhurst - Maple Heights - Mayfield Heights - Middleburg Heights - North Olmsted - North Royalton - Olmsted Falls - Parma | - Parma Heights - Pepper Pike - Richmond Heights - Rocky River - Seven Hills - Shaker Heights - Solon - South Euclid - Strongsville - University Heights - Warrensville Heights - Westlake |

### Villages
| - Bentleyville - Bratenahl - Brooklyn Heights - Chagrin Falls - Cuyahoga Heights - Gates Mills - Glenwillow | - Highland Hills - Hunting Valley - Linndale - Mayfield - Moreland Hills - Newburgh Heights - North Randall | - Oakwood - Orange - Valley View - Walton Hills - Woodmere |

### Townships
| - Chagrin Falls Township - Olmsted Township - Nineteen paper townships |

## Images

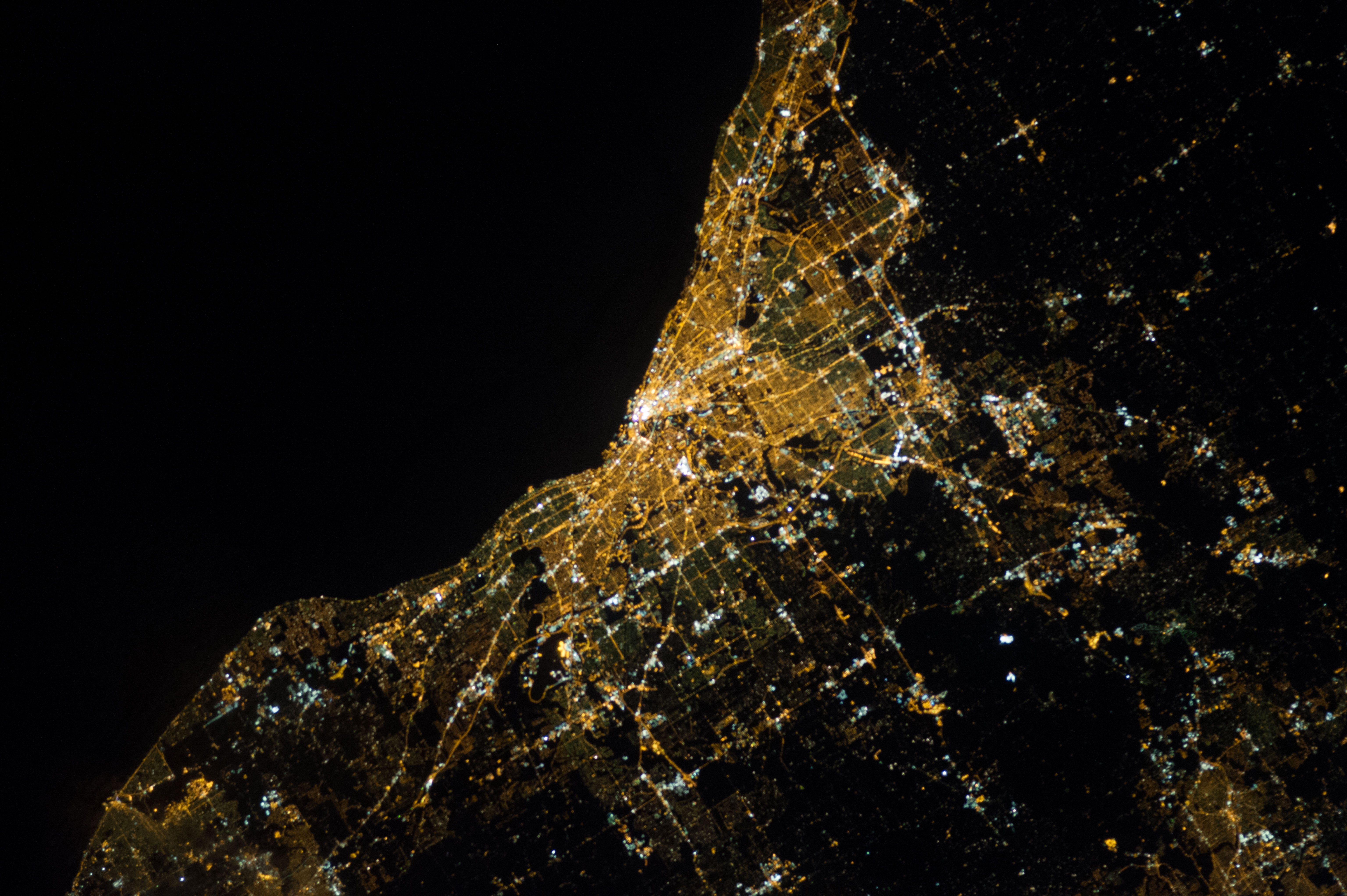
Image satellite de Cleveland prise de nuit.
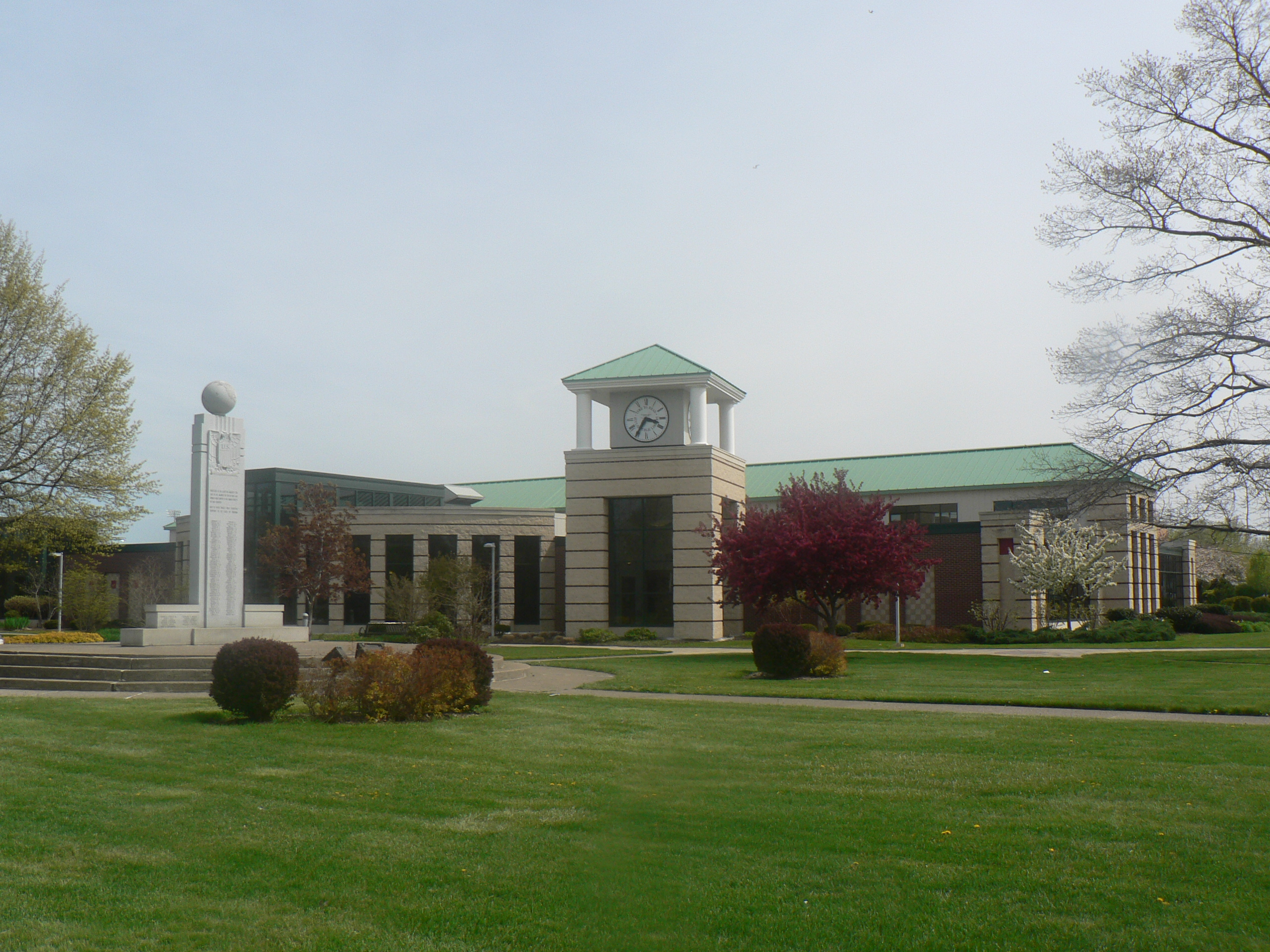
Bibliothèque municipale d'Euclid.
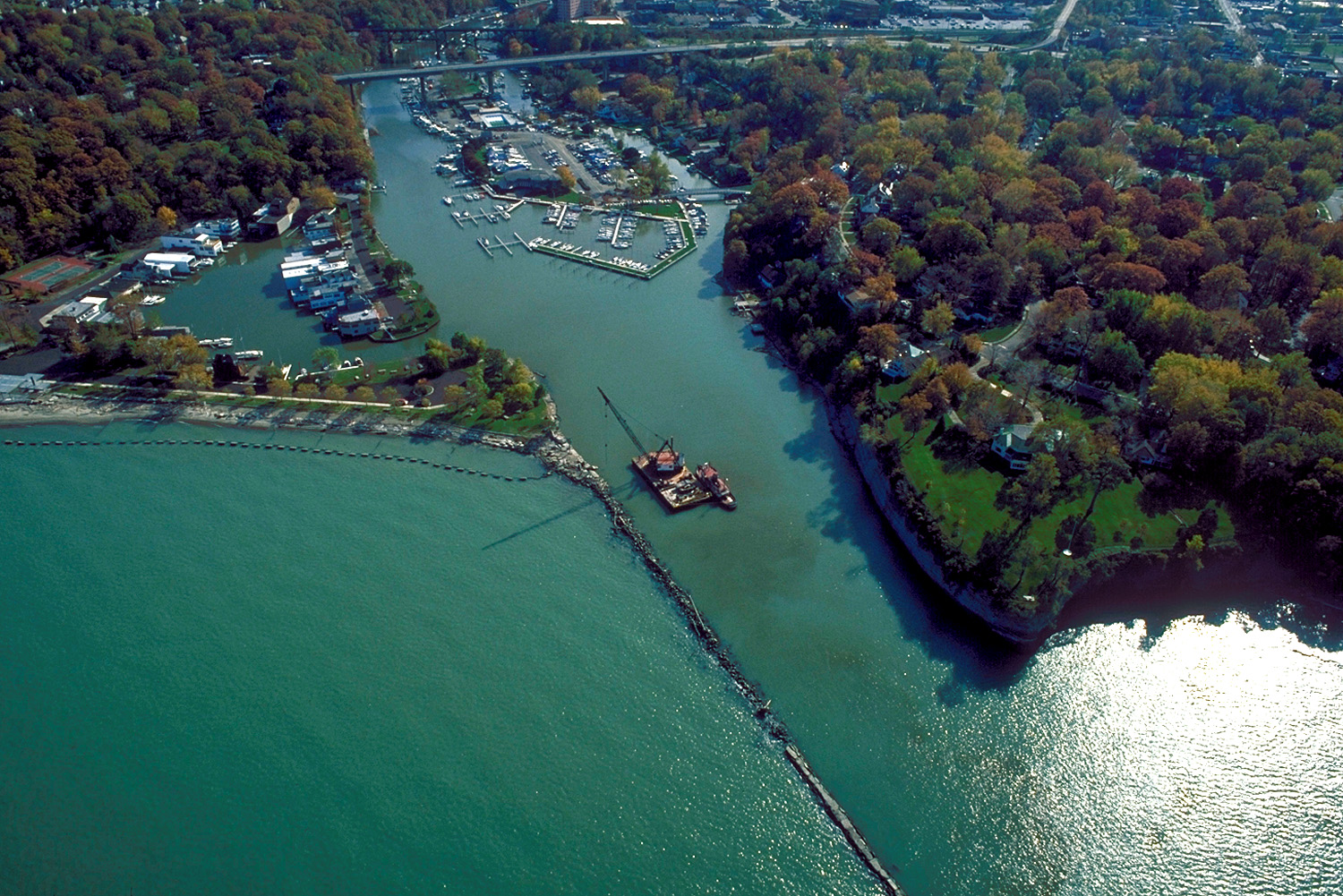
Port de Rocky River.
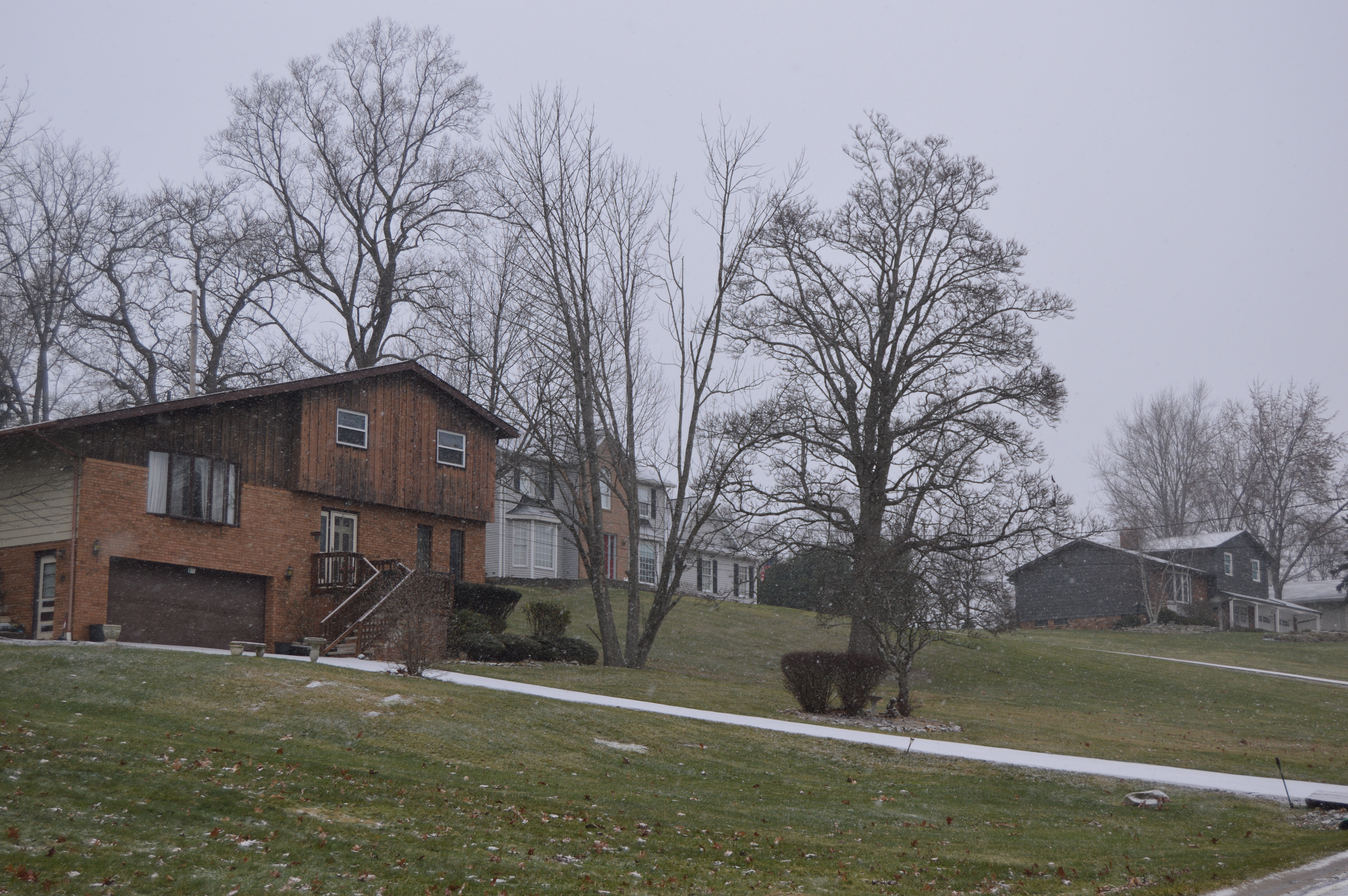
Walton Hills.
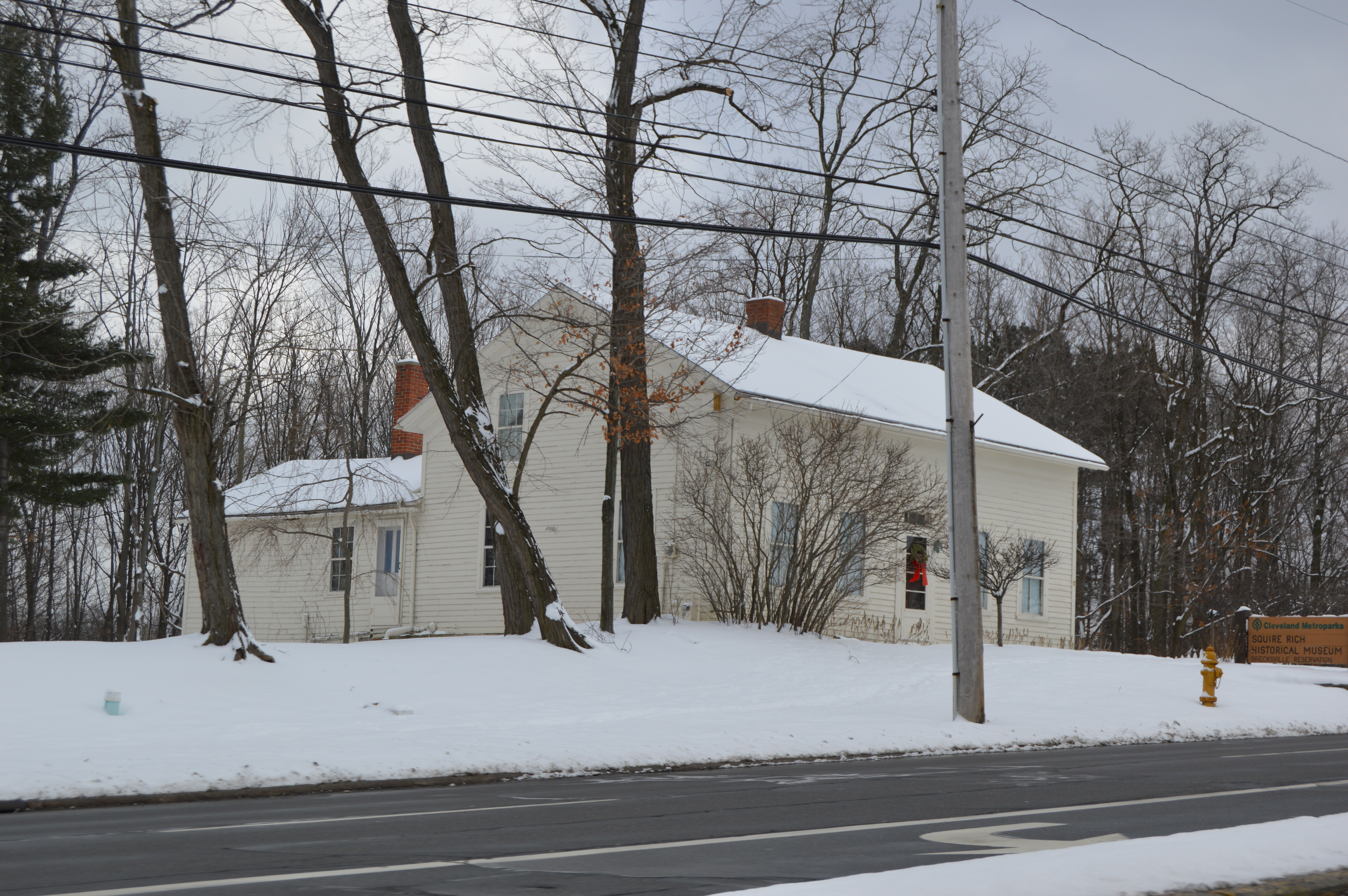
Charles B. Rich House.
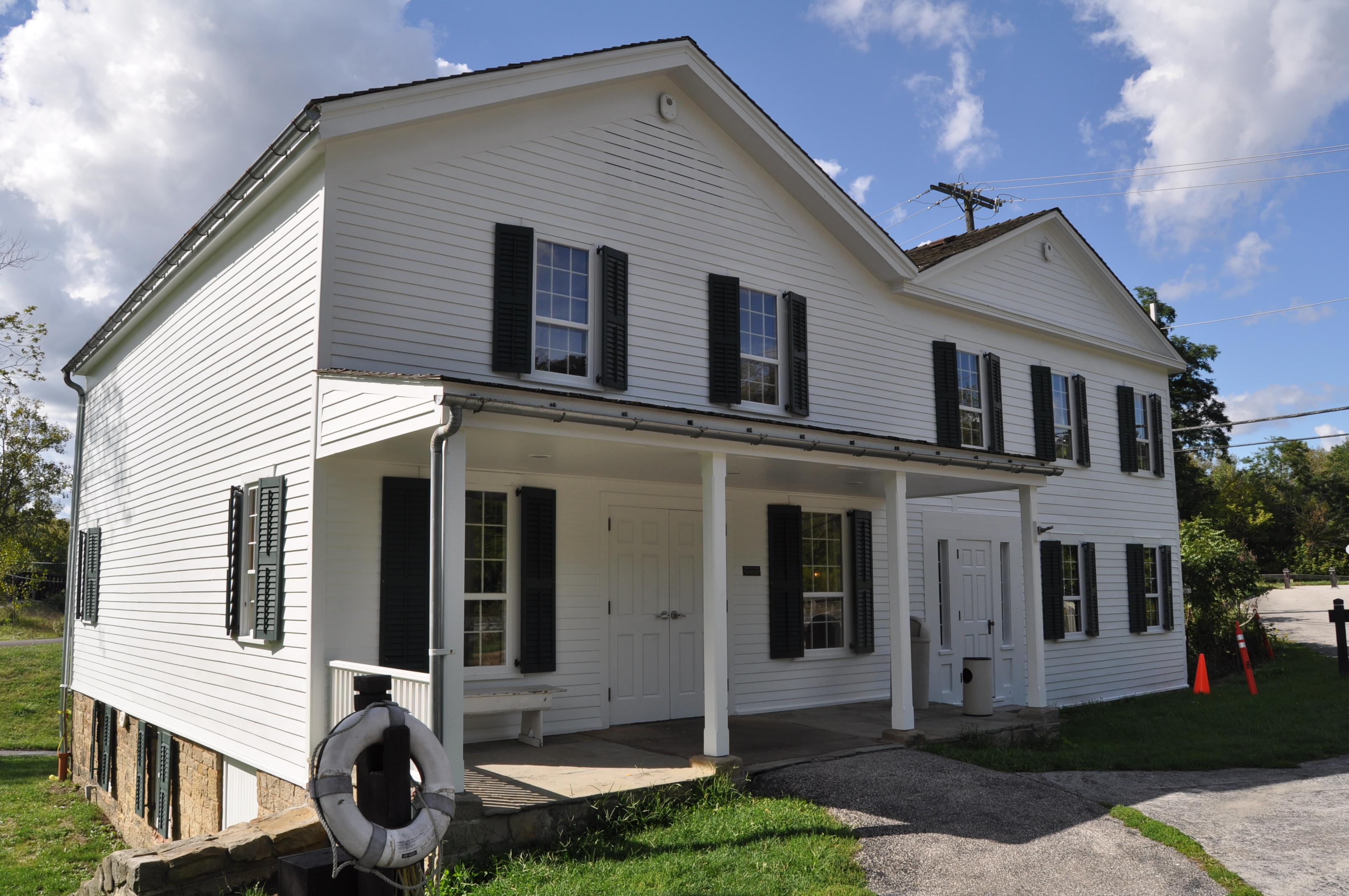
Lock Tender's House and Inn.
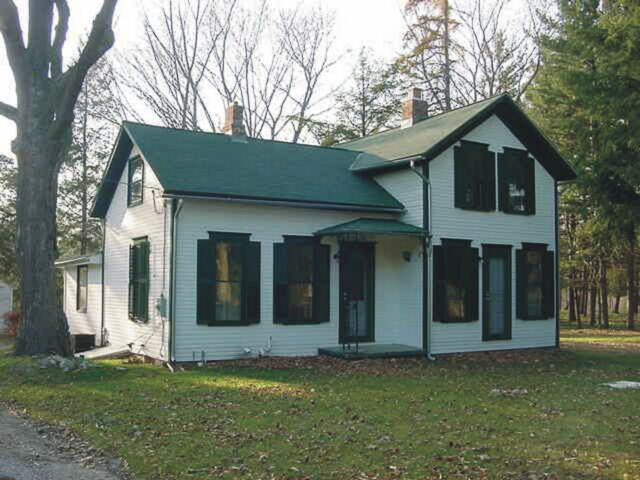
Richard Vaughn Farm.
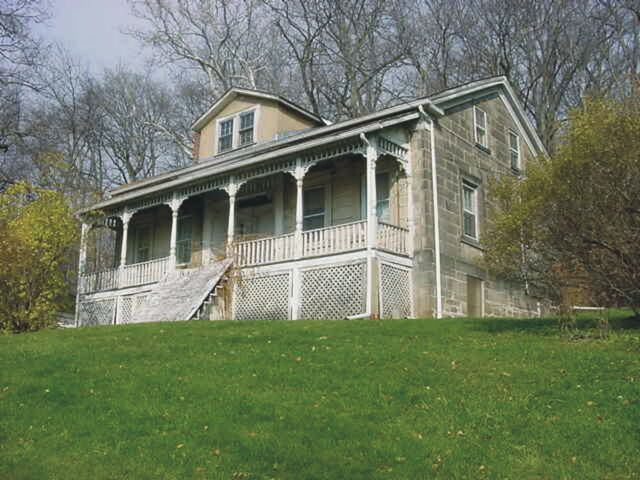
Edmund Gleason House.